# Captain Boomerang
Captain Boomerang (George "Digger" Harkness) är en fiktiv figur i DC Comics, en superskurk som traditionellt framställs som en fiende till Flash. Hans son, Owen Mercer, tar efter honom över titeln som Captain Boomerang.

## Fiktiv biografi
Då han i hemlighet var en orättmätig son till en amerikansk soldat och en australisk kvinna blev Harkness uppfostrad i fattigdom, under vilken tid han utvecklade en stor skicklighet i att göra bumeranger och att använda dem som vapen. Som ung vuxen anställdes han som artist och bumerangpromotor av ett leksaksföretag som var okänt för honom, som ägdes av hans biologiska far. Publiken hånade honom, och den förbittrade Harkness började använda sina bumeranger till brott. Han blev ursprungligen Captain Boomerang som en maskot för ett leksaksföretag och låtsades temporärt att en annan man porträtterat honom, och visar sina "föräldrar" (egentligen andra skurkar) för Flash efter att Flash fångat honom vid en brottsplats. Han lyckades nästan med att döda Flash efter att ha knockat honom med en bumerang och sedan bundit honom vid en gigantisk bumerang som han sedan avfyrade. Den skickades ut i rymden och föll sedan ned i havet. Men Flash vibrerade så snabbt och ökade bumerangens hastighet så mycket att han kunde frigöra sig. Därefter fängslar han sin fiende och de två andra skurkarna.
Även om han saknar övermänskliga förmågor blev han en återkommande fiende till Flash, vanligen genom att utarbeta förändrade bumeranger som kunde ge häpnadsväckande effekter (vissa kunde explodera, andra hade knivskarpa kanter etc.), och använder dem skoningslöst. Han blev en stammedlem av Rogues, en grupp skurkar som motarbetar Flash, och som först organiserades efter att Gorilla Grodd brutit dem ut ur fängelset. Trots att de fångas när Flash gjorde att deras vapen träffade varandra så fortsätter de att agera tillsammans.
Under de första åren av figurens existens talade Captain Boomerang med en amerikansk accent. Från och med slutet av 1980-talet utvecklade han istället en australisk accent.

## Krafter och förmågor
Captain Boomerang bär ett antal bumeranger i sin väska. Han är expert på att kasta vapnen och, liksom vanliga bumeranger, har han ett antal med speciella egenskaper, så som rakbladsvassa, explosiva, antändningsbara och elektrifierade bumeranger.
Under sin uppståndelse upptäcker Digger att han har förmågan att skapa bumeranger av energi som exploderar vid kontakt. Men denna nya förmåga går förlorad när han slutför uppgiften som gavs till honom av White Lantern Entity.